# Pauline Hondema
Pauline Hondema (Krommenie, 28 maart 2000) is een Nederlands atlete. Zij is gespecialiseerd in het verspringen, op welk onderdeel zij meervoudig Nederlands kampioene is. Zij nam eenmaal deel aan de Olympische Spelen.

## Biografie

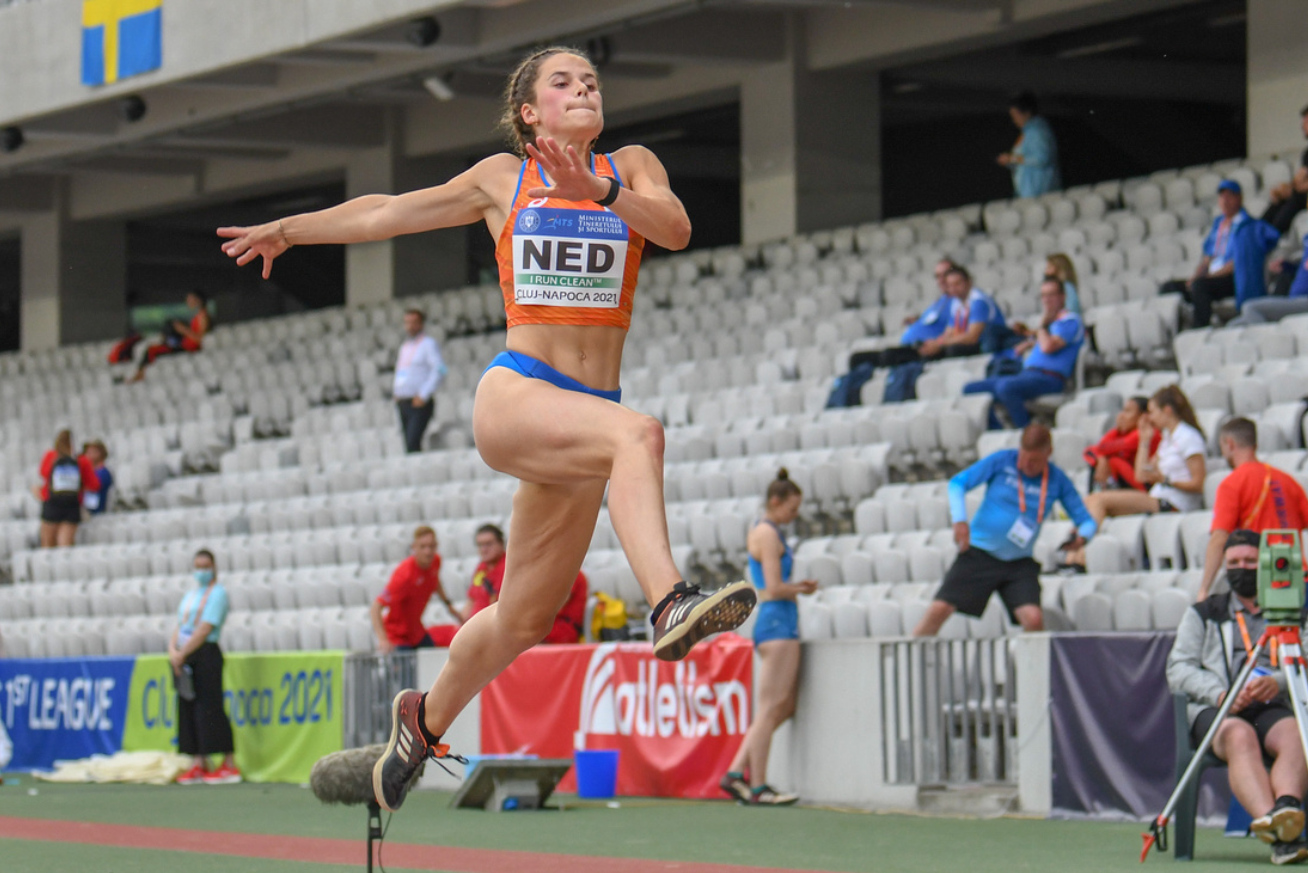
Hondema in 2021

Hondema werd in juni 2022 voor het eerst nationaal kampioene verspringen in Apeldoorn. Het jaar erna werd ze nationaal indoorkampioene.
In juni 2023 deed Hondema mee aan de Europese Spelen 2023 in Silezië, Polen. Een maand later behaalde ze een nieuw persoonlijk record in Kortrijk, België, door 6,76 m te springen. Ook werd ze nogmaals nationaal kampioene in Breda.  In 2023 mocht Hondema ook aantreden op de WK in Boedapest, waarin ze de finale op 4 vier centimeters misliep.
In februari 2024 werd Hondema wederom nationaal indoorkampioene en deed ze mee aan de EK in Rome. Ze werd geselecteerd voor de Olympische Spelen in Parijs. Ze trad hier aan op 6 augustus 2024, waar ze opnieuw op 4 centimeter na de finale misliep en op de veertiende plaats eindigde.
In februari 2025 verbeterde Hondema het 38 jaar oude Nederlandse record verspringen van Edine van Heezik uit 1987. Hondema sprong twee centimeter verder en bracht het traditioneel gemeten record naar 6,65 meter. Bij de indoorwedstrijd in Düsseldorf werd de afstand ook gemeten vanuit een afzetzone. Volgens deze experimentele, niet officieel erkende meting, kwam ze nog 3 centimeter verder tot 6,68 meter. Nog geen week later sprong ze naar 6,70 meter in Berlijn.

## Nederlandse kampioenschappen
Outdoor
| Onderdeel   | Jaar                   |
| ----------- | ---------------------- |
| verspringen | 2022, 2023, 2024, 2025 |

Indoor
| Onderdeel   | Jaar             |
| ----------- | ---------------- |
| verspringen | 2023, 2024, 2025 |

## Persoonlijke records
Outdoor
| Onderdeel   | Prestatie   | Datum        | Plaats   |
| ----------- | ----------- | ------------ | -------- |
| verspringen | 6,91 m (NR) | 12 juli 2025 | Kortrijk |

Indoor
| Onderdeel   | Prestatie   | Datum            | Plaats  |
| ----------- | ----------- | ---------------- | ------- |
| verspringen | 6,70 m (NR) | 14 februari 2025 | Berlijn |

## Palmares

### verspringen
- 2019:  NK indoor – 6,00 m
- 2020:  NK indoor – 6,03 m
- 2020:  NK – 6,09 m (+1,9 m/s)
- 2021:  NK indoor – 6,41 m
- 2021:  NK – 6,14 m (-0,1 m/s)
- 2022:  NK indoor – 6,27 m
- 2022:  NK – 6,16 m (+0,6 m/s)
- 2023:  NK indoor – 6,48 m
- 2023:  NK – 6,37 m (+0,8 m/s)
- 2023: 9e in kwal. WK – 6,57 m
- 2024:  NK indoor – 6,54 m
- 2024:  NK – 6,68 m (+2,1 m/s)
- 2024: 7e in kwal. EK – 6,63 m
- 2024: 7e in kwal. OS – 6,55 m
- 2025:  NK indoor – 6,53 m
- 2025: 7e EK landenteams First League in Madrid - 6,70 m (+2,4 m/s)
- 2025:  NK – 6,76 m (+2,5 m/s)